# Intendencia de Zacatecas
La Intendencia de los Zacatecas o Corregimiento-Intendencia de los Zacatecas, fue una de las 12 intendencias en las que se dividió el virreinato de Nueva España por mandato de la Real Ordenanza para el establecimiento e instrucción de intendentes de ejército y provincia en el reino de la Nueva España, promulgada en Madrid en 1786, durante el gobierno del rey Carlos III como parte de las reformas borbónicas. Su capital fue la ciudad de Zacatecas.
Su territorio correspondía a los actuales estados mexicanos de Zacatecas y Aguascalientes.

### Organización territorial
La intendencia de Zacatecas se conformaba de las siguientes jurisdicciones: 
- Zacatecas
- Sierra de Pinos
- Jerez
- Fresnillo
- Mazapil
- Sombrerete
- Nieves (c. 1796, separado de Sombrerete)
- Aguascalientes (en 1804 incorporado de la intendencia de Guadalajara)
- Juchipila (en 1804 incorporado de la intendencia de Guadalajara)